# Kōsuke Kinoshita
Kōsuke Kinoshita (木下 康介?, Kinoshita Kōsuke; Hamamatsu, 3 ottobre 1994) è un calciatore giapponese, attaccante del Kashiwa Reysol.

## Palmarès

### Club

#### Competizioni nazionali
- Coppa dell'Imperatore: 1

Urawa Reds: 2021